# Untermühle (Lambrecht)
Die Untermühle – alternativ Wappenschmiede genannt – ist eine ehemalige Mühle innerhalb von Lambrecht. Sie steht unter Denkmalschutz. 

## Lage
Das Bauwerk befindet sich inmitten des Siedlungsgebiets der Stadt Lambrecht in der örtlichen Fabrikstraße und trägt die Hausnummer 7. Es steht inmitten einer Insel des Speyerbachs, der sich in diesem Bereich für kurze Zeit in zwei Arme aufteilt. Unmittelbar südlich erstreckt sich der Tuchmacherplatz.

## Gebäude
Beim Gebäude handelt es sich um einen Krüppelwalmmansarddachbau, der teilweise Fachwerk enthält und stellenweise verschindelt ist. Infolge späterer Aufschüttungen ist das Untergeschoss, das zur Straßenseite hin offen ist, im Laufe der Jahrzehnte unter das Straßenniveau abgesunken.

## Geschichte
Die Mühle wurde um 1730 gebaut; zuvor hatte sich an selbiger Stelle bereits eine Mühlenanlage existiert. Wenig später erhielt sie eine Erweiterung in Form einer Wappenschmiede. Zum Zeitpunkt ihrer Errichtung befand sie sich außerhalb der damaligen Bebauung von St. Lambrecht.
1830 kam sie durch Heirat der Tochter des damaligen Mühlenbesitzers mit Johann Jacob Marx in den Besitz von dessen Familie und somit ebenso in den der vor Ort ansässigen Tuchfabrik Marx. Daraufhin wurde die bisherige Mühle zum Wohnhaus umgestaltet. 1993 wurde das Bauwerk schließlich an eine Privatperson verkauft.